# Dialeto de Shantou
O dialeto de Shantou, também conhecido como dialeto de Swatow, é um dialeto chinês falado principalmente em Shantou, no Cantão, China. É um dialeto da língua chaoshan min. É falado em toda Shantou, e em certos condados há certas diferenças nos tons e no vocabulário.

Ele diferencia-se dos outros dialetos pois tem 8 tons ao invés de 7.

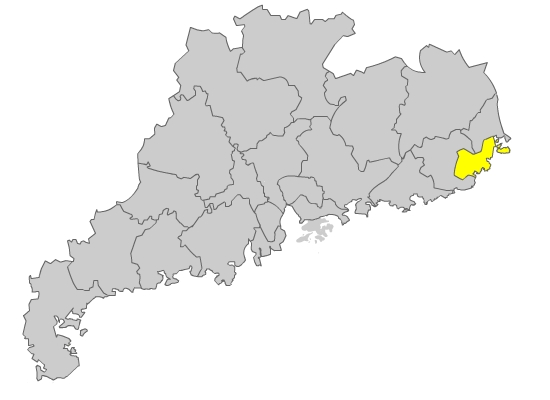
Localização dos falantes do dialeto no Cantão (Guangdong).

## Fonologia
Abaixo há uma tabela com as consoantes do dialeto.
| Oclusiva | Oclusiva | Oclusiva | Africada | Africada | Fricativa | Fricativa | Nasal  | Lateral | Lateral |
| Surda    | Surda    | Sonora   | Surda    | Surda    | Surda     | Sonora    | Sonora | Sonora  | Sonora  |
| Tênue    | Aspirada | Tênue    | Tênue    | Aspirada |           |           |        |         |         |
| -------- | -------- | -------- | -------- | -------- | --------- | --------- | ------ | ------- | ------- |
| Bilabial | p 波     | pʰ 抱    | b 無     |          |           |           |        | m 毛    |         |
| Alveolar | t 刀     | tʰ 天    |          | ts 之    | tsʰ 此    | s 思      | z 入   | n 腦    | l 羅    |
| Velar    | k 哥     | kʰ 戈    | g 鵝     |          |           |           |        | ŋ 俄    |         |
| Glotal   | ʔ 烏     |          |          |          |           |           | h 何   |         |         |

### Sândi de tom
O dialeto de Shantou tem regras de sândi de tom extremamente extensas: em um enunciado, apenas a última sílaba pronunciada não é afetada pelas regras. Além de que existem 8 tons.